# Traphico
Traphico (se pronuncia Tráfico) fue un grupo de rock colombiano activo a principios de los años 80. 

## Historia
Traphico fue un caso excepcional dentro de la historia del rock colombiano, a finales de los años 70 e inicios de los 80, ya que, a pesar del letargo que vivió entonces el movimiento rock en su país, realizó una gira de 180 presentaciones y grabó dos discos larga duración, con el sello Sonolux.
También se le recuerda por ser la banda que abría con un concierto la exhibición en Bogotá de películas con temática alusiva al rock.
Al grupo pertenecieron el ruso Vitalii Druzhinin (voz, teclados), Ernesto Rozo (guitarra), Miguel Alzate (bajo) y Enrique "Blue" Martínez (batería). En 1993, diez años después de su disolución, Rozo y "Blue" hicieron parte de la banda Ex-3, uno de los proyectos más exitosos del rock colombiano de los años 90.

## Discografía
- Traphico, Sonolux, 1980
- Stop, Sonolux, 1982